# بارك جو سونغ
بارك جو سونغ (20 فبراير 1984 في كوريا الجنوبية - ) هو لاعب كرة قدم كوري جنوبي في مركز الدفاع. شارك مع منتخب كوريا الجنوبية تحت 20 سنة لكرة القدم ومنتخب كوريا الجنوبية تحت 23 سنة لكرة القدم ومنتخب كوريا الجنوبية لكرة القدم. أما مع النوادي، فقد لعب مع سوون سامسونغ بلووينغز وفيغالتا سنداي ونادي غويزهو رينهي وجوانجو سانجمو ‏ ونادي جيونجنام ‏ ونادي سانغجو ‏.

## وصلات خارجية
- بارك جو سونغ على موقع الاتحاد الدولي (مؤرشف)  (الإنجليزية)
- بارك جو سونغ على موقع رابطة كرة القدم اليابانية للمحترفين (اليابانية)
- بارك جو سونغ على موقع دوري كوريا الجنوبية (الإنجليزية)
- بارك جو سونغ على موقع قاعدة بيانات كرة القدم.إي يو (الإنجليزية)
- بارك جو سونغ على موقع ناشيونال فوتبول تيمز (الإنجليزية)
- بارك جو سونغ على موقع Soccerway.com (الإنجليزية)